# Schaltsaugrohr

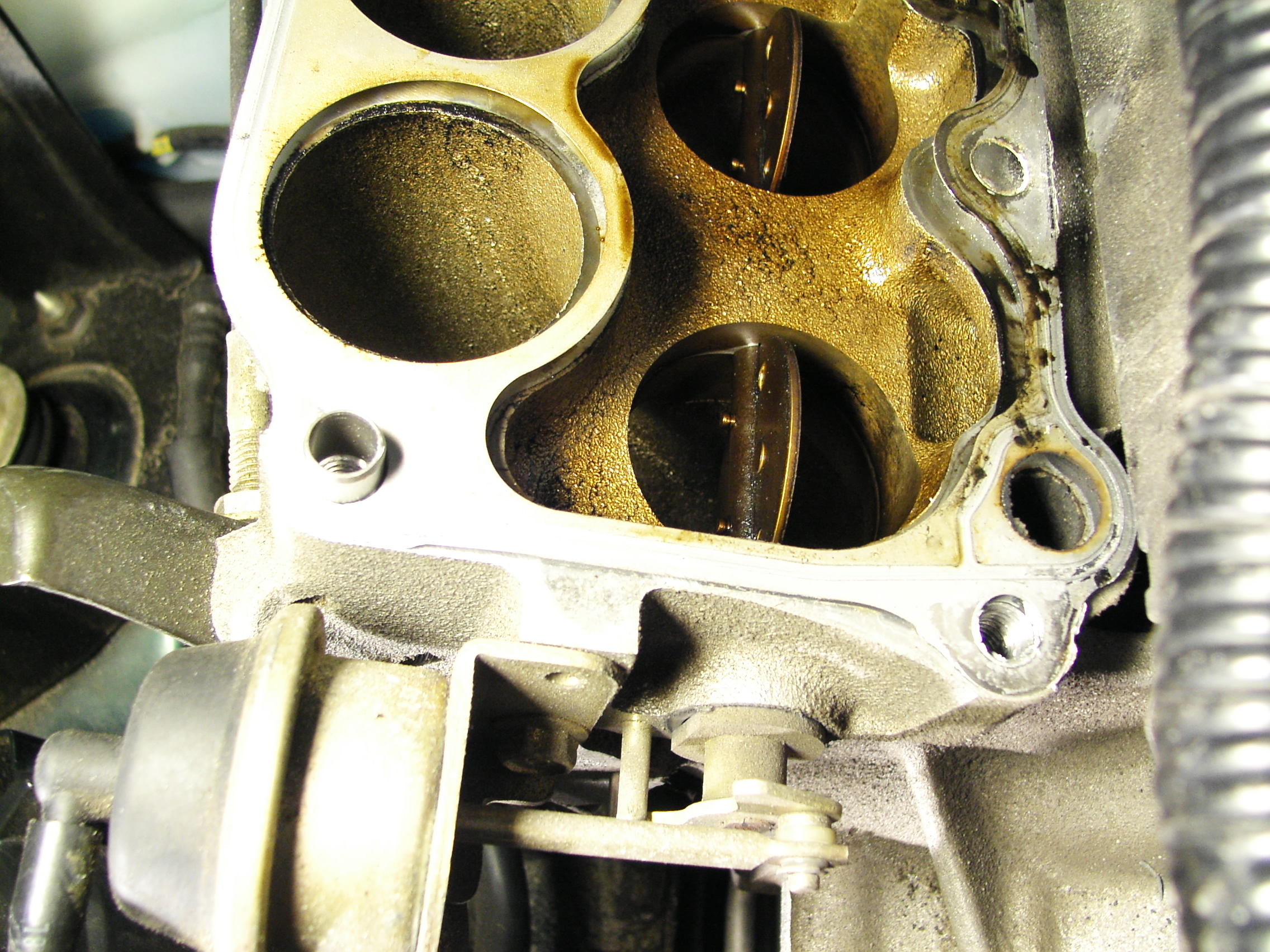

Ein Schaltsaugrohr (auch Variables SaugRohr (VSR), engl. Variable Intake System) ist eine Vorrichtung auf der Saugseite eines Benzinmotors, um den Füllgrad entzündbarer Gase in der Brennkammer bei unterschiedlichen Drehzahlen zu optimieren.
Schaltsaugrohre basieren auf dem Prinzip der Gasschwingungen innerhalb des Saugrohres und sind meist schaltbare Schwingsaugrohre. Beim Öffnen des Einlassventils entsteht beispielsweise eine Unterdruckwelle, die am Ende des Saugrohrs als Überdruckwelle wieder zurückläuft. Somit kann ein Zurückfluten der schon im Brennraum angesaugten Luft in den Ansaugtrakt verhindert werden (Liefergrad) oder gar durch die Überdruckwelle eine Aufladung erzeugt werden (Luftaufwand). Die immer konstante Geschwindigkeit der Über- und Unterdruckwellen im Rohr entspricht der Schallgeschwindigkeit. Die Öffnungszeiten der Ventile orientieren sich jedoch vornehmlich an der Stellung der Kurbelwelle, das heißt, dass bei schneller drehenden Motoren die Ventile immer kürzer geöffnet sind. Um die Effekte der konstant schnellen Gaswellen auch bei unterschiedlichen Drehzahlen nutzen zu können, muss die Länge des Rohres der Drehzahl angepasst werden. Das gezeigte Beispiel ist demnach für zwei Drehzahlen optimal ausgelegt. Neuere Modelle haben drei oder vier verschiedene Längen oder sind sogar in ihrer Länge voll variabel.
Wichtig bei der Gestaltung von Saugrohren ist der Resonanzeffekt, der auch durch die Gestaltung des Abgaskrümmers verstärkt werden kann: Alle Krümmerrohre werden in beiden Drehzahlbereichen für jeden Zylinder gleich lang ausgelegt (engl.: Variable Resonance Induction System, VRIS).
Arbeitsweise am Beispiel:
- Bei Drehzahlen unter 5400 min−1 sind die Klappen (1) geschlossen, wodurch sich ein langer Luftweg für die Ansaugung ergibt. Das Elektroventil (5) ist dann stromlos und verbindet die Unterdruckdose (4) mit der Außenluft.
- Über 5400 min−1 erhält das Elektroventil (5) Strom und verbindet den Unterdruckspeicher (2) mit der Unterdruckdose (4), die über einen Steller die Klappen öffnet. Dadurch wird der Weg der angesaugten Luft kürzer.
- Im Speicher (2) wird durch die Ansaugung ständig ein Unterdruck erzeugt und durch das Rückschlagventil (3) gehalten.

## Resonanzeffekt
Der Resonanzeffekt ist ein Begriff aus der Schwingungstechnik und Gasdynamik. Zwischen Steuerzeiten, Ansaugtakten und Gasschwingungen entsteht ein Rhythmus (Resonanzeffekt), welcher zu einer besseren Zylinderfüllung mit Frischgas führt. Die Rohrlängen werden bei der Konstruktion entsprechend gewählt, um den Effekt zu maximieren.
Aus diesem Grund ist es auch nicht sinnvoll, bei Modellen mit Schaltsaugrohren den originalen Luftfilterkasten gegen einen offenen Luftfilter oder ähnliches zu ersetzen, da durch solche Maßnahmen der Luftweg und damit die Resonanzfrequenz verändert wird. Die Schwingungen der Frischgassäule verändern sich, weshalb durch den Luftmassenmesser in bestimmten Betriebsbereichen Fehlmessungen auftreten. Deshalb sitzt der Luftmassenmesser nahe am Ansaugkrümmer, um möglichst kurz vor den Einlass-Ventilen zu messen (kleinere Abweichung).
Auch sind eine Verschiebung des maximalen Drehmoments und u. U. ein schlechteres Ansprechverhalten in bestimmten Betriebszuständen zu erwarten.
Siehe hierzu auch Saugrohraufladung.